# Ajaltsije
Ajaltsije (en georgiano: ახალციხე; en armenio: Ախալցխա, romanizado: Ajaltsija) es una ciudad al suroeste de Georgia ubicada en el centro de la región de Mesjetia-Yavajetia, siendo la capital de la región y del municipio homónimo.

## Toponimia
El nombre de la ciudad en georgiano significa "nueva fortaleza". Ajaltsije está atestiguado en fuentes árabes como Ajisja, en persa como Akeskeh y en fuentes turcas como Ahıska. Anteriormente la ciudad también era conocida como Lomsia (en georgiano: ლომსია).

## Geografía
Ajaltsije está situada a orillas del río Potsjovis (afluente del río Kurá), que separa la ciudad en la ciudad vieja, en el norte, y la nueva, en el sur. 

### Clima
La ciudad tiene un clima de estepa montañosa, con inviernos fríos y poca nieve y veranos largos y cálidos.
| Parámetros climáticos promedio de Ajaltsije (1981-2010) | Parámetros climáticos promedio de Ajaltsije (1981-2010) | Parámetros climáticos promedio de Ajaltsije (1981-2010) | Parámetros climáticos promedio de Ajaltsije (1981-2010) | Parámetros climáticos promedio de Ajaltsije (1981-2010) | Parámetros climáticos promedio de Ajaltsije (1981-2010) | Parámetros climáticos promedio de Ajaltsije (1981-2010) | Parámetros climáticos promedio de Ajaltsije (1981-2010) | Parámetros climáticos promedio de Ajaltsije (1981-2010) | Parámetros climáticos promedio de Ajaltsije (1981-2010) | Parámetros climáticos promedio de Ajaltsije (1981-2010) | Parámetros climáticos promedio de Ajaltsije (1981-2010) | Parámetros climáticos promedio de Ajaltsije (1981-2010) | Parámetros climáticos promedio de Ajaltsije (1981-2010) |
| Mes                                                     | Ene.                                                    | Feb.                                                    | Mar.                                                    | Abr.                                                    | May.                                                    | Jun.                                                    | Jul.                                                    | Ago.                                                    | Sep.                                                    | Oct.                                                    | Nov.                                                    | Dic.                                                    | Anual                                                   |
| ------------------------------------------------------- | ------------------------------------------------------- | ------------------------------------------------------- | ------------------------------------------------------- | ------------------------------------------------------- | ------------------------------------------------------- | ------------------------------------------------------- | ------------------------------------------------------- | ------------------------------------------------------- | ------------------------------------------------------- | ------------------------------------------------------- | ------------------------------------------------------- | ------------------------------------------------------- | ------------------------------------------------------- |
| Temp. máx. abs. (°C)                                    | 14.5                                                    | 20.0                                                    | 26.0                                                    | 30.9                                                    | 32.9                                                    | 36.6                                                    | 40.5                                                    | 40.0                                                    | 36.2                                                    | 35.1                                                    | 20.9                                                    | 17.5                                                    | 40.5                                                    |
| Temp. máx. media (°C)                                   | 3.1                                                     | 5.0                                                     | 11.0                                                    | 17.6                                                    | 21.9                                                    | 25.5                                                    | 28.9                                                    | 29.4                                                    | 25.2                                                    | 18.6                                                    | 10.9                                                    | 4.8                                                     | 16.8                                                    |
| Temp. media (°C)                                        | -3.1                                                    | -1.6                                                    | 3.3                                                     | 9.1                                                     | 13.4                                                    | 17.1                                                    | 20.5                                                    | 20.5                                                    | 16.1                                                    | 10.3                                                    | 3.9                                                     | -1.3                                                    | 9.0                                                     |
| Temp. mín. media (°C)                                   | -7.4                                                    | -6.3                                                    | -2.4                                                    | 2.6                                                     | 6.9                                                     | 10.8                                                    | 14.2                                                    | 13.7                                                    | 9.1                                                     | 4.3                                                     | -0.8                                                    | -5.4                                                    | 3.3                                                     |
| Temp. mín. abs. (°C)                                    | -25.5                                                   | -22.2                                                   | -21.4                                                   | -14.1                                                   | -2.8                                                    | -0.4                                                    | 4.1                                                     | 1.5                                                     | -1.5                                                    | -7.5                                                    | -12.1                                                   | -24.3                                                   | -25.5                                                   |
| Precipitación total (mm)                                | 24.3                                                    | 26.7                                                    | 35.9                                                    | 49.3                                                    | 67.0                                                    | 77.7                                                    | 61.0                                                    | 49.8                                                    | 34.3                                                    | 40.5                                                    | 35.3                                                    | 26.2                                                    | 527.9                                                   |
| Fuente: World Meteorological Organization               |                                                         |                                                         |                                                         |                                                         |                                                         |                                                         |                                                         |                                                         |                                                         |                                                         |                                                         |                                                         |                                                         |

## Historia
La ciudad se menciona entre los asentamientos conquistados por el general Habib ibn Maslama al-Fihri durante el reinado del califa omeya Muawiya I (661-680).
La ciudad se mencionó por primera vez en las crónicas del siglo XII. En los siglos XII-XIII fue la sede de los Ajaltsijeli, duques de Mesjetia, cuyos dos representantes más ilustres fueron Shalva e Ivane Ajaltsijeli. Desde el siglo XIII hasta el siglo XVII, la ciudad y Mesjetia fueron gobernados por la familia feudal de Jakelis, que fueron investidos con el título de atabeg y se les permitió ser autónomos.
En 1576 los otomanos la tomaron tras la guerra otomano-safávida (1578-1590), implantando la religión y tradiciones otomanas. Desde 1628 la ciudad se convirtió en el centro del eyalato de Mesjetia del Imperio otomano como Ahıska, siendo residencia de un pachá. La ciudad alcanzó una importancia estratégica y se convirtió en el principal centro del mercado de esclavos del Cáucaso.
En 1828, durante la guerra ruso-turca (1828-1829), las tropas rusas bajo el mando del general Paskevich tomaron la ciudad y, como consecuencia del tratado de Adrianópolis de 1829, la ciudad fue cedida al Imperio ruso como parte de primero de la gobernación de Kutaisi y luego la gobernación de Tiflis (siendo el centro de uyezd de Ajaltsije).
Ajaltsije se convirtió en parte de la Georgia independiente después del final del gobierno zarista con la Revolución de Octubre en 1917. En 1921, cuando la Rusia soviética invadió Georgia, toda Mesjetia se convirtió en parte de la URSS. A finales de la década de 1980, la ciudad fue la sede de la 10.ª División de Fusileros de la Guardia del Ejército Soviético, que se convirtió en una brigada de las Fuerzas Armadas de Georgia después de la caída de la Unión Soviética.
La ciudad ha sido el centro administrativo de la región de Mesjetia-Yavajetia y del municipio de Ajaltsije desde 1991. Bajo la presidencia de Mijeíl Saakashvili (2004-2013), se emprendió una restauración acelerada, que trató de convertirlo en una síntesis de todas las influencias que ha experimentado la región. No se ha respetado la protección de los monumentos históricos pero el resultado es una asombrosa mezcla de estilos arquitectónicos, cuyo modelo podría ser la Alhambra de Granada[cita requerida].

## Demografía
La evolución demográfica de Ajaltsije entre 1886 y 2022 ha sido la siguiente:
| 16 116                                          | 15 357 | 25 470 | 12 310 | 12 180 | 26 497 | 26 300 | 19 587 | 24 570 | 18 452 | 17 903 | 16 955 |
| (Fuente: Population of Georgia in Soviet times) |        |        |        |        |        |        |        |        |        |        |        |

Históricamente, Ajaltsije ha sido conocida como una ciudad claramente armenia. Sin embargo, actualmente la mayoría de la población son georgianos (aunque sigue existiendo una importante minoría armenia).
|                            | 1939      | 1939       | 1959      | 1959       | 2014      | 2014       |
| Grupo étnico               | Población | Porcentaje | Población | Porcentaje | Población | Porcentaje |
| -------------------------- | --------- | ---------- | --------- | ---------- | --------- | ---------- |
| Georgianos                 | 1847      | 15,2%      | 6801      | 25,7%      | 12 838    | 71,71%     |
| Rusos                      | 1179      | 9,7%       | 3509      | 13,2%      | 75        | 0,42%      |
| Ucranianos                 | 1179      | 9,7%       | 463       | 1,7%       | 19        | 0,10%      |
| Armenios                   | 7153      | 58,7%      | 14 341    | 54,1%      | 4781      | 26,70%     |
| Griegos                    | 209       | 1,7%       | 194       | 0,7%       | 49        | 0,27%      |
| Azeríes y turcos mesjetios | 617       | 5,1%       | 28        | 0,1%       | 53        | 0,30%      |
| Osetios                    | 4         | 0,1%       | 65        | 0,2%       | 29        | 0,16%      |
| Judíos                     | 1007      | 8,3%       | 368       | 1,4%       | 11        | 0,06%      |
| Alemanes                   | 57        | 0,5%       | -         | -          | -         | -          |
| Lezguinos                  | 20        | 0,2%       | -         | -          | -         | -          |
| Kurdos                     | 16        | 0,1%       | -         | -          | -         | -          |
| Asirios                    | 3         | 0,1%       | -         | -          | -         | -          |
| Chechenos y kists          | 1         | 0,1%       | -         | -          | -         | -          |
| Total                      | 12 180    | 100%       | 26 497    | 100%       | 17 903    | 100%       |

## Economía
En siglos anteriores, Ajaltsije era un mercado central para el tráfico de personas. Hoy el pueblo exporta productos agrícolas como ganado, pieles, sebo, cera y miel. En la zona se cultiva vino, así como maíz, trigo, cebada, algodón, tabaco y lino.

## Infraestructura

### Arquitectura, monumentos y lugares de interés
La principal atracción local es el castillo de Rabati, con orígenes en el siglo IX y restaurada recientemente. El castillo tiene una fortaleza, un palacio aristocrático de los siglos XIII y XIV, varias iglesias armenias, dos sinagogas (la sinagoga vieja fue renovada en 2012), un gran cementerio judío y numerosas mezquitas, en su mayoría destruidas (una de ellas está muy bien conservado en la fortaleza, que se convirtió en una iglesia ortodoxa en el siglo XIX). En las colinas diez kilómetros al sureste de la ciudad se encuentra el monasterio de Sapara de los siglos X-XIV.
En la ciudad también se encuentra el museo de Mesjetia-Yavajetia, que cuenta la historia de la región.

### Transporte
En 1967, la ciudad recibió una conexión ferroviaria cuando el ferrocarril Jashuri-Vale, que había terminado en Boryomi, se extendió a Vale. Actualmente, sin embargo, los trenes que vienen de Tiflis terminan nuevamente en Boryomi, por lo que Ajaltsije tiene que arreglárselas sin transporte ferroviario de pasajeros.

## Cultura

### Arqueología
La ocupación humana ya está atestiguada en la Edad del Bronce antiguo (IV milenio a. C.) y más tarde. Los artefactos de los períodos romano y medieval también están fuertemente representados en el área.
En las afueras del noreste de Ajaltsije se encuentra el importante yacimiento arqueológico de Amiranis Gora, punto de referencia para el estudio de la cultura Kurá-Araxes. Según el carbono 14, los resto encontrados más antiguos datan de los años 3790-3373 a. C. Se obtuvo del carbón vegetal del taller metalúrgico, lo que indica una división de la producción metalúrgica en las ramas extractiva y de procesamiento.

## Personas ilustres
- Stepan Maljasyants (1857-1947): académico, filólogo, lingüista, y lexicográfo armenio que fue experto en literatura clásica armenia.
- Michel Tamarati (1858-1911): sacerdote e historiador georgiano que investigó sobre la historia del catolicismo en Georgia.
- Hovhannes Kajaznuni (1867-1938): primer primer ministro de la Primera República de Armenia.
- Giorgi Mazniashvili (1870-1937): general georgiano y una de las figuras militares más destacadas de la República Democrática de Georgia.
- Hakob Kojoyan (1883-1959): artista armenio.
- Gregorio Pedro XV Agagianian (1895-1971): cardenal y patriarca emérito de Cilicia de los Armenios, declarado siervo de Dios por el papa Francisco.
- Sergo Kobuladze (1909-1978): pintor e ilustrador soviético georgiano.

## Galería

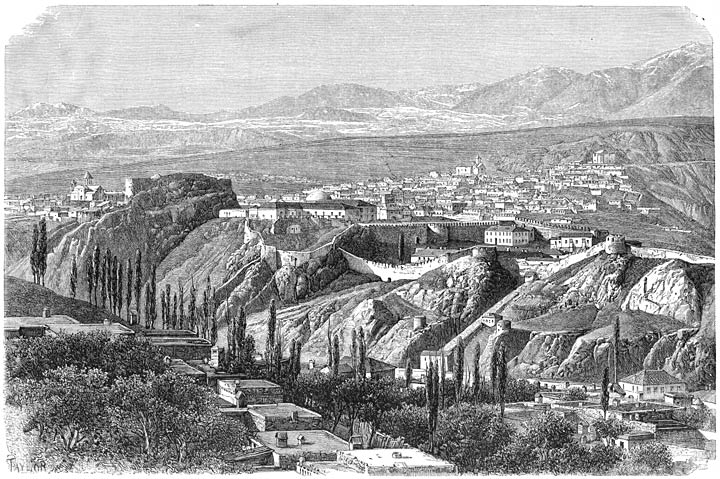
Ajaltsije alrededor del año 1887.
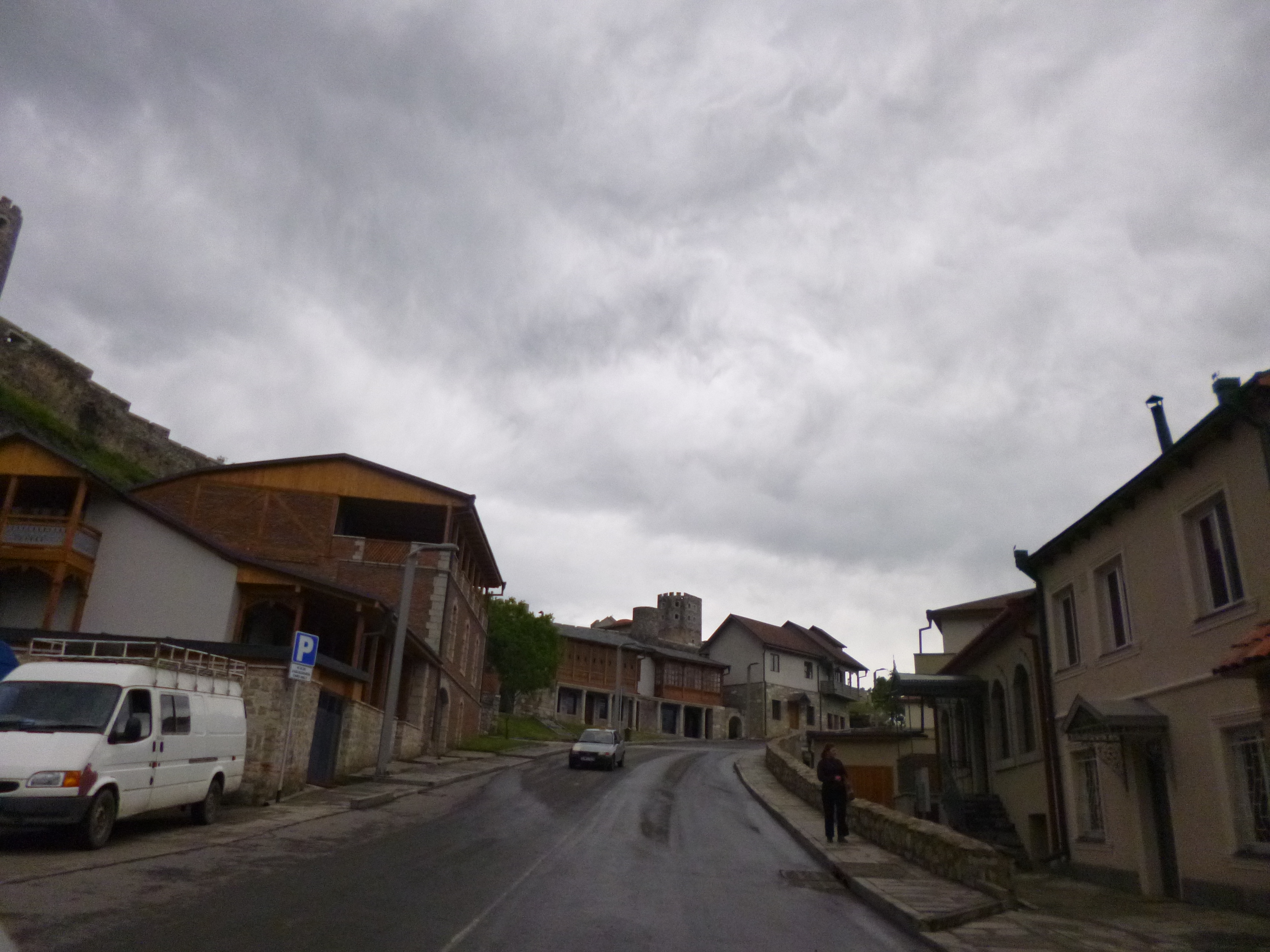
Calles de Ajatsije
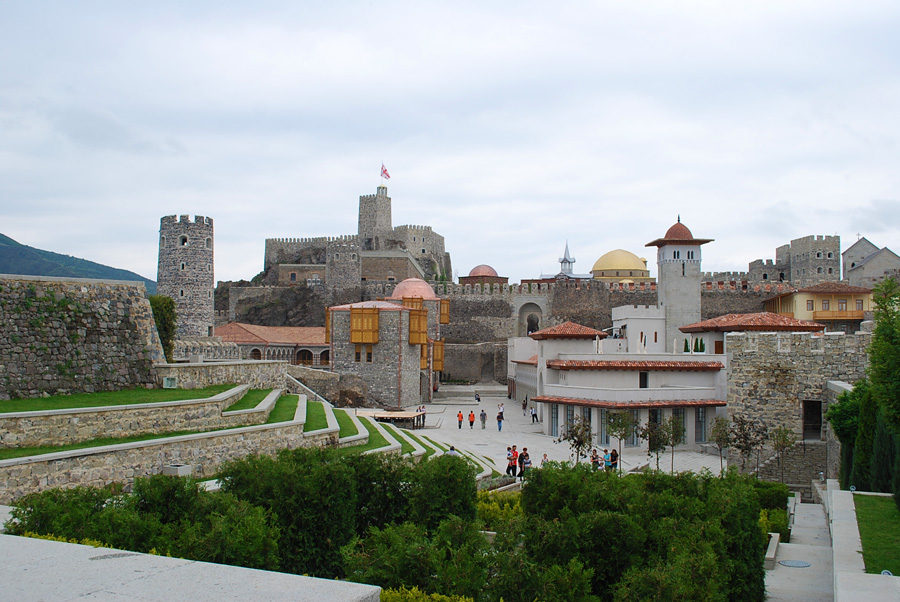
Castillo de Rabati
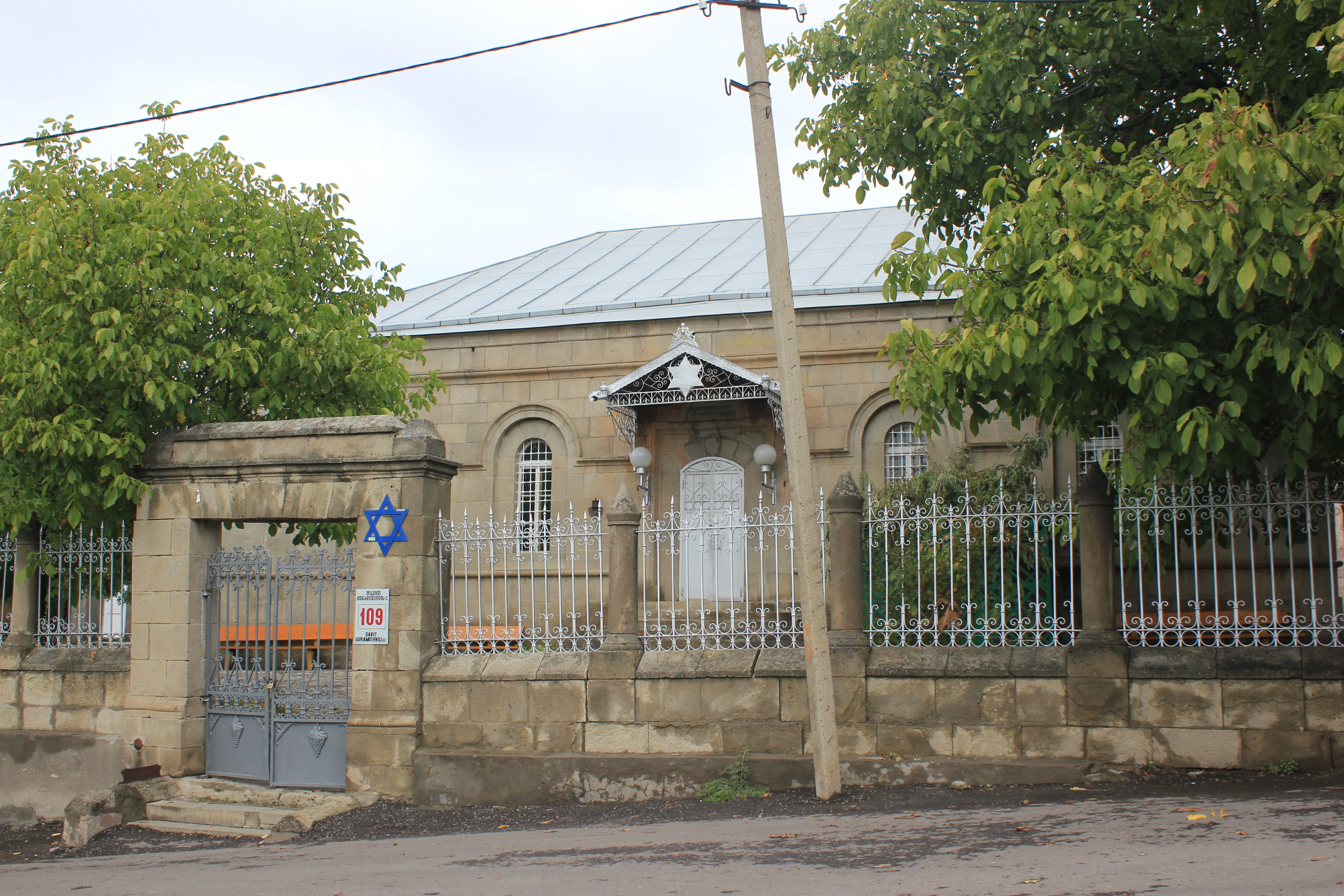
Sinagoga de Ajaltsije
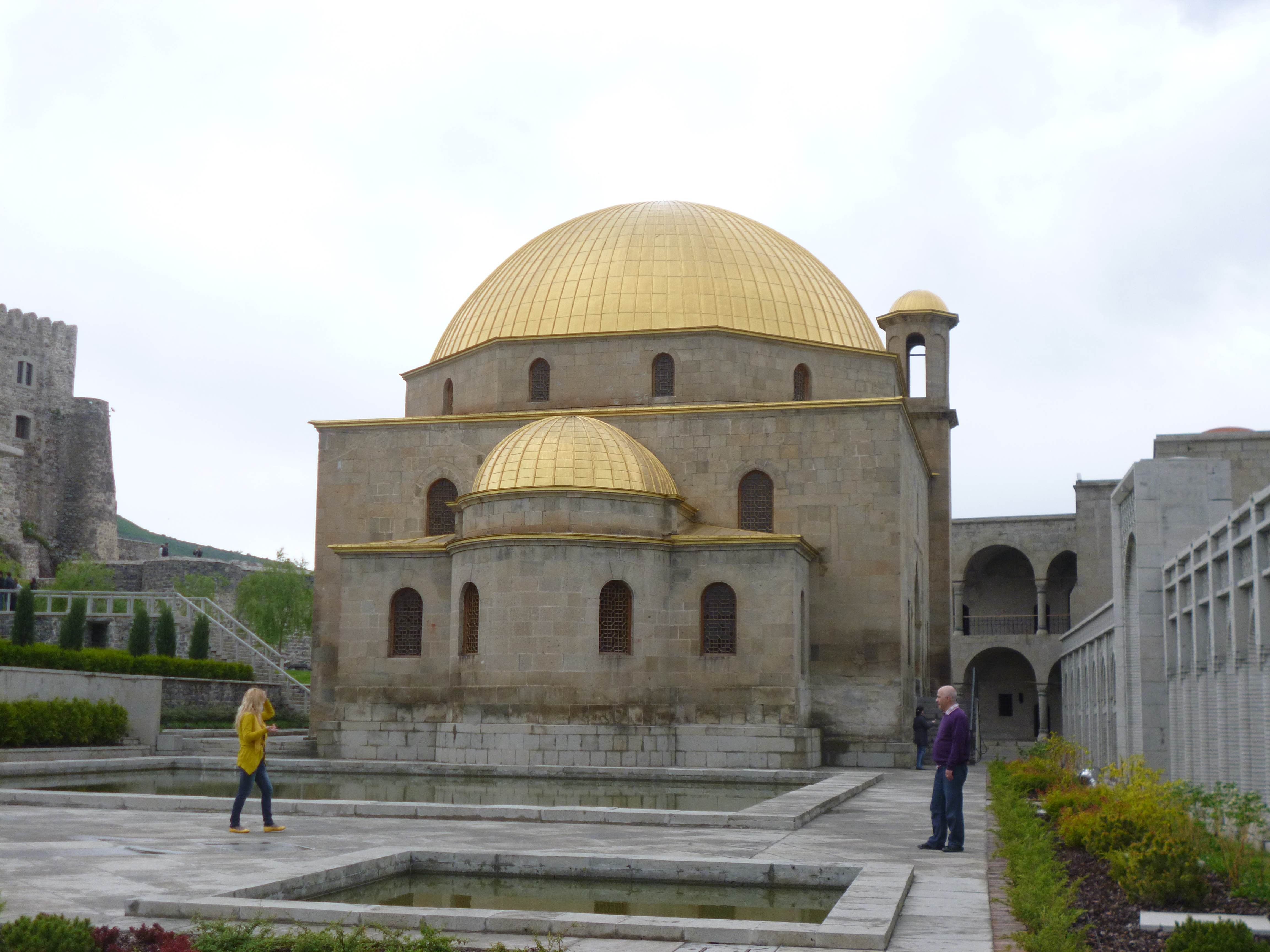
Mezquita de Ajaltsije

## Ciudades hermanadas
Ajaltsije está hermanada con las siguientes ciudades:
- Guiumri, Armenia.
- Artvin, Ardahan y Kars, Turquía.